# Haunting Shadows
Haunting Shadows er en amerikansk stumfilm fra 1919 af Henry King.

## Medvirkende
- H. B. Warner som John Glenarm
- Edward Peil som Arthur Pickering
- Charles Hill Mailes som Bates
- Frank Lanning som Morgan
- Florence Oberle som Theresa